# Onthophilus ostreatus
Onthophilus ostreatus – gatunek chrząszcza z rodziny gnilikowatych i podrodziny Onthophilinae.
Chrząszcz o ciele długości od 3,6 do 4,68 mm. Przedplecze z trzecim żeberkiem (środkowym) podzielonym na część przednią i tylną. Trzecie żeberko na pokrywach zakończone w poprzecznym dołku w części nasadowej.
Owad ten zasiedla leśną ściółkę. Wykazywany był z Korei, Chin, Tajwanu oraz japońskich wysp Honsiu, Sikoku i Kiusiu. W Japonii jest największym przedstawicielem rodzaju.